# Braunsiomyia cinerea
Braunsiomyia cinerea är en tvåvingeart som först beskrevs av Surcouf 1921.  Braunsiomyia cinerea ingår i släktet Braunsiomyia och familjen bromsar. Inga underarter finns listade i Catalogue of Life.